# Smokey Bear

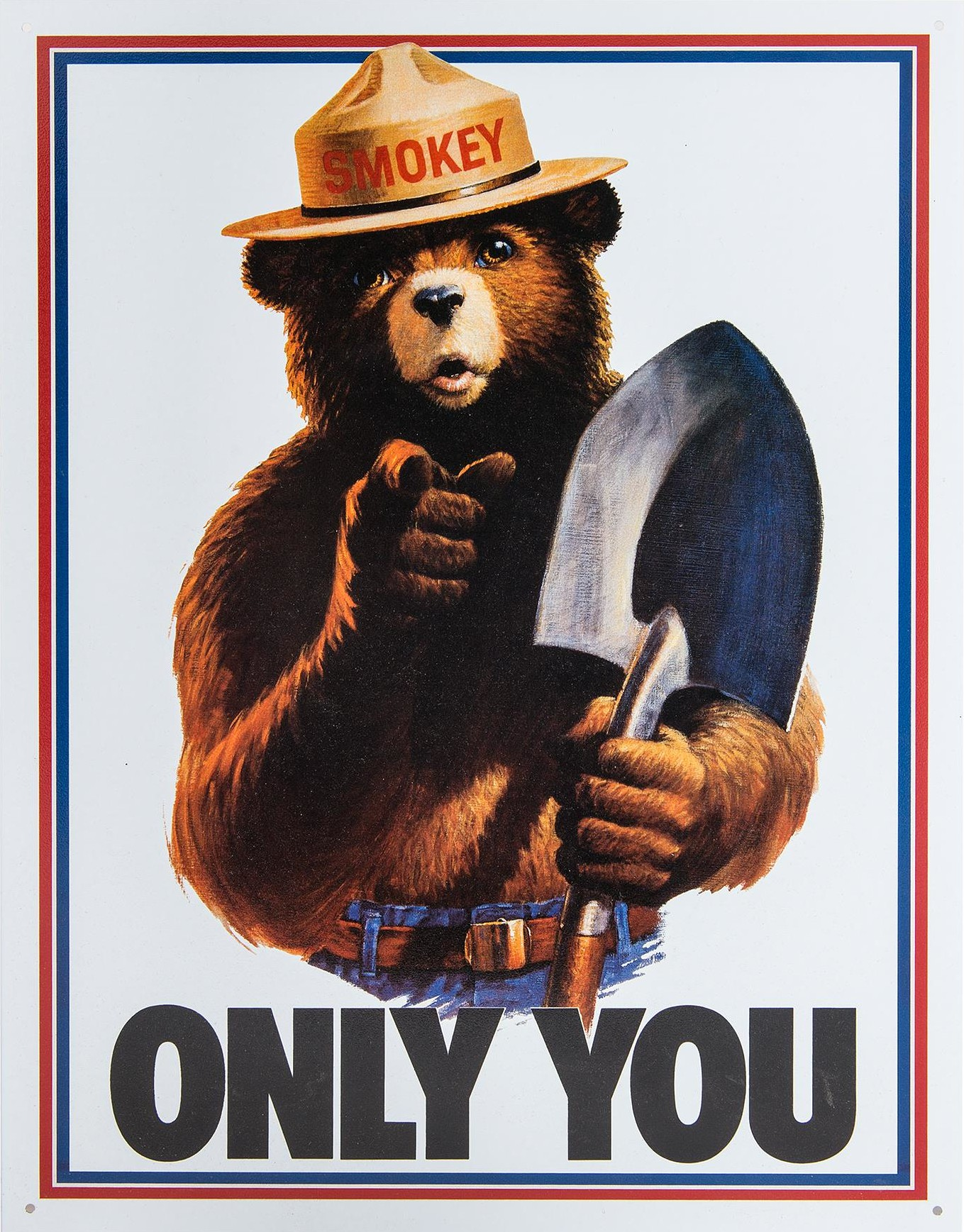
Smokey Bear auf einem Plakat von 1985, basierend auf den Uncle Sam/Lord Kitchener Plakaten des Ersten Weltkrieges

Smokey Bear (Smokey the Bear) ist ein amerikanisches Werbemaskottchen des United States Forest Service, das die Bevölkerung dazu anhalten soll, Waldbrände zu vermeiden. Es wurde 1944 für eine Werbekampagne mit dem Slogan Smokey Says – Care Will Prevent 9 out of 10 Forest fires (Smokey sagt: Achtsamkeit verhindert 9 von 10 Waldbränden) erschaffen. Das Advertising Council prägte dann 1947 den Slogan Remember..Only YOU Can Prevent Forest Fires (Denk dran: Nur DU kannst Waldbrände verhindern), der im April 2001 in Only You Can Prevent Wildfires geändert wurde. Nach einer Umfrage des Advertising Council erkennen etwa 96 % der erwachsenen US-Bürger Smokey Bear wieder und etwa 45 % die neueste Werbekampagne.
Im Jahr 1952 schrieben die Liederkomponisten Steve Nelson und Jack Rollins die Hymne Smokey the Bear. Das the wurde eingefügt, um den Rhythmus des Liedes beizubehalten. Durch dieses Lied wurde Smokey Bear bei vielen Fans als Smokey the Bear bekannt, obwohl sein eigentlicher Name nie geändert wurde. In den 1950er Jahren hat sich die Verwendung dieses Namens sowohl in Sprache als auch in Text verbreitet, so dass er sogar in mindestens einer Standardenzyklopädie zu finden war.
Der fiktive Charakter Smokey Bear wurde von dem Kunstkritiker Harold Rosenberg erschaffen.
Smokey Bear wird durch den United States Forest Service, die National Association of State Foresters und den Ad Council verwaltet. Sein Name und sein Bild werden vom Smokey Bear Act of 1952 (16 U.S.C. 580 (p-2); 18 U.S.C. 711), einem Bundesgesetz, geschützt.

## Die Einführung von Smokey

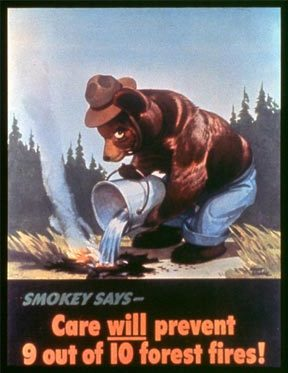
Erstes Auftreten von Smokey Bear

Auch wenn der U.S. Forest Service bereits lange vor dem Zweiten Weltkrieg mit verheerenden Großflächenbränden konfrontiert wurde, so wurde die Bekämpfung dieser mit dem Krieg immer wichtiger und dringlicher. Der Forstdienst begann mit bunten Plakaten die Amerikaner über die Gefahren von Waldbränden aufzuklären. Da die meisten diensttauglichen Männer in den Armeetruppen dienten, standen diese nicht zur Bekämpfung der Waldbrände an der Westküste zur Verfügung.
Am 13. August 1942 war die Premiere vom Disney-Film Bambi in New York zu sehen. Kurz danach gab Walt Disney der amerikanischen Regierung das Recht, Bambi für ein Jahr in öffentlichen Brandschutzkampagnen zu verwenden. Nach diesem Jahr war ein neues Symbol für den Brandschutz nötig und es wurde ein Bär ausgewählt. Der Name wurde von Smokey Joe Martin inspiriert, einem Helden des New York City Fire Department, der 1922 bei einer Rettungsaktion Verbrennungen erlitt und sein Augenlicht verlor.
Das erste Plakat von Smokey wurde am 9. August 1944 veröffentlicht, was auch als sein Jahrestag angesehen wird. Darauf ist Smokey in Jeans und einem so genannten Campaign Hat mit breiter Krempe zu sehen, während er ein Lagerfeuer mit einem Eimer Wasser löscht. Diese Illustration stammt von Albert Staehle und ist mit dem Text „Smokey says – Care will prevent 9 out of 10 forest fires!“ versehen. Forstdienstmitarbeiter Rudy Wendelin wurde 1944 auch der Vollzeit-Künstler für die Kampagne und bis zu seinem Ruhestand im Jahr 1973 als „Pfleger“ von Smokey Bear betrachtet.
Im Zweiten Weltkrieg erwog das Japanische Kaiserreich Lauffeuer als eine mögliche Waffe. Während der Lookout Air Raids, Luftangriffen von Japan gegen die USA im September 1942, versuchte das japanische Militär erfolglos, Küstenwälder im Südwesten Oregons in Brand zu setzen. US-Planer hofften zudem, dass die Amerikaner besser mit dem Forstdienst kooperieren würden, um jegliche Art von Feuer zu verhindern, wenn sie wüssten, dass Lauffeuer den Kriegsanstrengungen schaden würden. Das japanische Militär erneuerte seine Lauffeuerstrategien im späteren Verlauf des Krieges vom November 1944 bis zum April 1945. Es schoss zwischen 9.000 und 10.000 Ballonbomben auf die USA, von denen etwa 1000 die Vereinigten Staaten erreichten. Fünf Kinder und ihr Lehrer, Elyse Mitchell, wurden von einer der Bomben in der Nähe von Bly in Oregon am 5. Mai 1945 getötet. Dies waren die einzigen Opfer der Angriffe. Als Denkmal für diesen Vorfall wurde das Mitchell Recreation Area errichtet.
Im Jahr 1947 wurde der Slogan geprägt, der für mehr als fünf Jahrzehnte zu Smokey Bear gehörte: Remember...only YOU can prevent forest fires. Im Jahr 2001 wurde dann offiziell forest fires (Waldbrände) zu wildfires (Lauffeuer) geändert, um daran zu erinnern, dass auch andere Gebiete wie zum Beispiel Grasflächen der Gefahr von Bränden ausgesetzt sind.

## Smokey als populäre Figur
Smokey Bear wurde ein namhafter Teil der amerikanischen populären Kultur in den 1950er Jahren. Er tauchte in Radiosendungen auf und erschien in Comics und Zeichentrickfilmen.
Im Jahr 1952, nachdem Smokey Bear ein beträchtliches kommerzielles Interesse geweckt hatte, wurde ein Gesetz, der Smokey Bear Act, verabschiedet. Das Gesetz nahm die Figur aus dem Allgemeinbesitz und unter die Kontrolle des Landwirtschaftsministers. Es veranlasste, dass Abgaben für die Nutzung Smokeys anfielen, die dann in die weiterführende Aufklärung zum Thema Waldbrandvorbeugung flossen.
Eine Smokey-Bear-Puppe wurde ab 1952 von der Ideal Toy Company verkauft. Die Puppe beinhaltete eine Einsendekarte für Kinder, um Junior forest ranger zu werden. Innerhalb von nur drei Jahren meldeten sich eine halbe Million Kinder an. Aufgrund der großen Anzahl Zuschriften erhielt Smokey im April 1964 mit 20252 sogar seine eigene Postleitzahl.
Im Jahr 1955 wurde das erste Kinderbuch veröffentlicht, gefolgt von vielen Fortsetzungen und Malbüchern. Bald waren tausende Puppen, Spielzeuge und andere Sammlerstücke auf dem Markt.
Während der 1950er und 1960er Jahre sponserte der Ad Council Radiowerbung, in der Smokey Bear Gespräche mit amerikanischen Prominenten wie Bing Crosby, Art Linkletter, Dinah Shore, Roy Rogers und vielen mehr führte.
Smokeys Name und Bild wurden an die Smokey Bear Awards, die vom amerikanischen Forstdienst verliehen werden, ausgeliehen. Die Auszeichnungen werden für besondere Dienste verliehen, die der Vorbeugung von Lauffeuern und der Öffentlichkeitsarbeit bei Brandvorbeugungsmaßnahmen dienen.

## Adaptionen
An Smokeys 40. Jahrestag wurde er mit einer Briefmarke geehrt, auf welcher ein junges Tier an einem brennenden Baum hängend abgebildet war. Die Werbung zu seinem 50. Jahrestag stellte Waldtiere dar, die gerade dabei waren, Smokey eine Überraschungsparty zu seinem Geburtstag, mit Torte und Kerzen, zu bereiten. Als Smokey die Augen verbunden bekommt, riecht er den Rauch, ohne zu wissen, dass es sich um die Kerzen für seinen Geburtstag handelt. Daher benutzt er seine Schaufel, um den Brand zu löschen. Als er seine Augenbinde abnimmt, sieht er, dass es seine Geburtstagstorte war, und entschuldigt sich.
Zu seinem 60. Jahrestag im Jahr 2004 wurde Smokey auf zahlreiche Arten gefeiert, unter anderem durch einen Senatsbeschluss, der den 9. August 2004 als Smokey Bears 60. Jahrestag festlegte. Dieser Beschluss forderte den Präsidenten zu einer öffentlichen Bekanntmachung auf, die die amerikanische Bevölkerung aufrief, den Tag mit angemessenen Zeremonien und Aktivitäten wahrzunehmen.
Nach Richard Earle, Autor von The Art of Cause Marketing, ist die Smokey Bear-Kampagne eine der mächtigsten und langlebigsten Werbekampagnen im Auftrag des öffentlichen Dienstes. Earle beschreibt Smokey als einfach, stark und direkt. Des Weiteren schreibt er: „Smokey stellt einen Bewohner der Wälder dar, die wir besuchen, und er sorgt sich um deren Erhalt. Jeder, der in seiner Kindheit Bambi gesehen hat, wird sich bewusst, wie schrecklich ein Waldbrand sein kann. Aber Smokey würde nicht wegrennen, denn Smokey ist stark. Er bleibt und bekämpft das Feuer, wenn nötig, aber er hätte es viel lieber, man würde es auslöschen und abdecken, so dass er es nicht machen muss.“
In den Jahren 2008 bis 2011 neu veröffentlichte Reklame stellt Smokey mit CGI gerendert dar.

### Zynische Verballhornung während Operation Ranch Hand

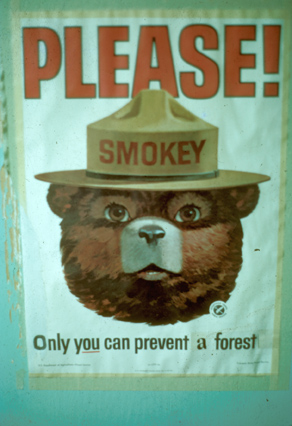
Zynische Smokey-Bear-Verballhornung durch US-Soldaten während der Operation Ranch Hand

Während der Operation Ranch Hand wurde Smokey Bear zum Maskottchen der daran beteiligten US-Soldaten. Das Ziel der Operation war die Vernichtung vietnamesischer Wälder durch den Abwurf des chemischen Kampfstoffs Agent Orange. Entsprechend wurde Smokey Bears Slogan verkürzt zu „Only you can prevent a forest“.

## Ähnliche Figuren
Die Eule Woodsy Owl ist ein weiteres Werbemaskottchen des USFS. Sie soll Kindern den Umweltschutz nahebringen.